# Gylippus bergi
Gylippus bergi är en spindeldjursart som beskrevs av J. Birula 1907. Gylippus bergi ingår i släktet Gylippus och familjen Gylippidae. Inga underarter finns listade i Catalogue of Life.